# أبو قرة
أبو قرَّة هي بلدية في منطقة بلنسية إسبانيا.